# Jozef Czuczor
Jozef Czuczor (* 17. srpna 1962) je bývalý slovenský fotbalista, obránce. Po skončení aktivní kariéry trénuje na regionální úrovni.

## Fotbalová kariéra
V československé lize hrál za Plastiku Nitra. V československé lize nastoupil v 66 utkáních a dal 1 gól. V nižších soutěžích hrál i za VTJ Tábor a Duslo Šaľa.

## Ligová bilance
| Ročník                                   | Zápasy | Góly | Klub           |
| ---------------------------------------- | ------ | ---- | -------------- |
| 1. československá fotbalová liga 1981/82 | 16     | 0    | Plastika Nitra |
| 1. československá fotbalová liga 1982/83 | 24     | 0    | Plastika Nitra |
| 1. československá fotbalová liga 1986/87 | 19     | 0    | Plastika Nitra |
| 1. československá fotbalová liga 1987/88 | 7      | 1    | Plastika Nitra |
| LIGA CELKEM                              | 66     | 1    |                |